# Franck Laurent-Grandpré
Pour les articles homonymes, voir Grandpré (homonymie).
Franck Alain Gabriel Laurent-Grandpré, né à Lyon, est un compositeur et pianiste français.
Il est formé notamment au Conservatoire national supérieur de musique et de danse de Paris, où il obtient son 1er prix de Master avec les félicitations à l'unanimité du jury.
En tant que compositeur il est l'auteur d'une œuvre pour piano en trois parties, d'une durée totale de plus de trois heures, intitulée Sagrada Familia. Il a également écrit des pièces commandées par et pour le ballet de l'Opéra national de Lyon.
Comme pianiste, il est notamment lauréat du concours international de Lagny-sur-Marne, demi-finaliste du concours international Long-Thibaud-Crespin, et a participé à des concours internationaux parmi lesquels les concours Reine Elisabeth de Belgique, Ferrucio Busoni à Bolzano, Vladimir Horowitz à Kiev, ou encore The Leeds en Angleterre.

## Biographie
Franck Laurent-Grandpré, est né à Lyon en France dans un milieu non musicien. Ses parents sont avocats et sa famille est originaire de La Réunion du côté paternel et de Tchéquie du côté maternel.
Il découvre le chant choral à 9 ans, et entre dans le chœur de la primatiale Saint Jean de Lyon.
Il commence le piano à 13 ans, au travers de l'improvisation et de la création musicale. À 15 ans, il est reçu en troisième cycle au Conservatoire régional de Lyon. À 16 ans, il décide de se présenter à la médaille d'or du conservatoire malgré le désaccord de son professeur de piano, et obtient alors le diplôme avec les félicitations à l'unanimité du jury.
Il poursuit ses études musicales à la Haute École de musique de Genève, au Conservatoire national supérieur de musique et de danse de Lyon,, puis en Master au Conservatoire national supérieur de musique et de danse de Paris. En 2015 il y remporte le prix de Master à l'unanimité et avec les félicitations du jury dans la classe de Denis Pascal. Cette même année, il est lauréat au concours international de Lagny sur Marnes.
Il est alors sélectionné au concours international Long-Thibaud Crespin,,, où il sera demi-finaliste,,. Il s'inscrit ensuite au concours Reine Elisabeth de Belgique,, au concours international Horowitz à Kiev, aux phases finales du concours international Ferrucio Busoni à Bolzano en 2017 et au concours international de Leeds en Angleterre l’année suivante.
Au cours de ces années, il se perfectionne auprès d'Elisso Virssaladze à la Scuola di musica di Fiesole ainsi qu'à Sermonetta.
Il se concentre sur la composition et commence l'écriture d'une fresque musicale pour le piano qui sera intitulée Sagrada Familia,,. L'œuvre, composée de trois parties, est commencée durant l'été 2017,. Elle dure plus de trois heures ,,.
Des extraits du premier chapitre de Sagrada Familia sont donnés pour la première fois, le 13 Mai 2022, à l'église Sainte-Blandine, à Lyon.
Il est invité à jouer au Festival de Cannes 2022, lors de la cérémonie de gala de la fondation « Better World », présidée par Sharon Stone et Manuel Collas de la Roche. Cette fondation œuvre à la protection des femmes et des enfants et pour la préservation de l’environnement.
En 2019, il écrit une pièce pour ballet commandée par et pour l'Opéra national de Lyon, intitulée Archipelles. La même année, il interprète ses propres pièces aux côtés des danseurs du ballet de l'Opéra national de Lyon et du groupe de breakdance « Pockemon Crew » dans un spectacle intitulé Millésime.
Il est membre du jury du concours international de Lagny sur Marne 2019, et pour les DEM de musique de chambre du Conservatoire à rayonnement régional de Nancy la même année.
Au cours des saisons 2020 et 2024, son activité se développe, il donne plus de 200 récitals, malgré la crise de la Covid. 
Il donne au cours du mois d’avril 2020, en plein confinement, un concert live sur les réseaux sociaux qui est suivi par 250 000 personnes.
Il a composé deux récitals de paraphrases sur des bandes originales de John Williams et Hans Zimmer,.
Passionné par la philosophie, les religions et la spiritualité, il écrit des poèmes et des textes littéraires sur ce sujet.
Il a joué en France (Lyon, Paris, Toulouse, Chirens, Vars, Flaine), en Italie (Palerme, Catane, Vérone, Florence, Bolzano, Brescia, San Daniele del Friuli), en Angleterre (Londres, Birmingham), à Bruxelles en Belgique, à Genève en Suisse, à Budapest en Hongrie, en Bulgarie (Gabrovo, Roussé, Haskovo, Plovdiv, Ravovski et Varna), à Bucarest en Roumanie et à Kiev en Ukraine.

## Compositions
- Effroi pour orchestre (2013) 6'
- Suite pour piano (2015) 15'
- Salsa classica n°1 (2013) 5'
- Archipelles pour piano (2019) 15'
- Hip-hop fantasie, sur au DD de PNL, pour piano (2020) 3'
- 2 Récitals de paraphrases, pour le piano, sur les musiques de John Williams et Hans Zimmer (2020) 2h[23],[24]
- Sagrada Familia, pour piano en trois chapitres (2017-2022) 2h45' [13],[15]